# Локалита Моривионе (Павија)
Локалита Моривионе је насеље у Италији у округу Павија, региону Ломбардија.
Према процени из 2011. у насељу је живело 22 становника. Насеље се налази на надморској висини од 73 м.